# Zmaj Fizir FN
Zmaj Fizir FN tzn. Fizir Nastavni neboli instruktážní Fizir (srbsky Змај Физир ФН) byl vojenský cvičný letoun vyvinutý v Království Jugoslávie na přelomu 20. a 30. let 20. století. Tento jednomotorový letoun navrhli konstruktéři Rudolf Fizir (1891–1960), Dušan Stankov a Ivan Rukavina. Zmaj Fizir FN byl nejvíce používaný cvičný letoun jugoslávským královským letectvem a to až do roku 1941. Po válce byl především pro výcvik využíván až do roku 1950, kdy byl postupně nahrazen letounem Ikarus Aero 2.

## Vznik a vývoj

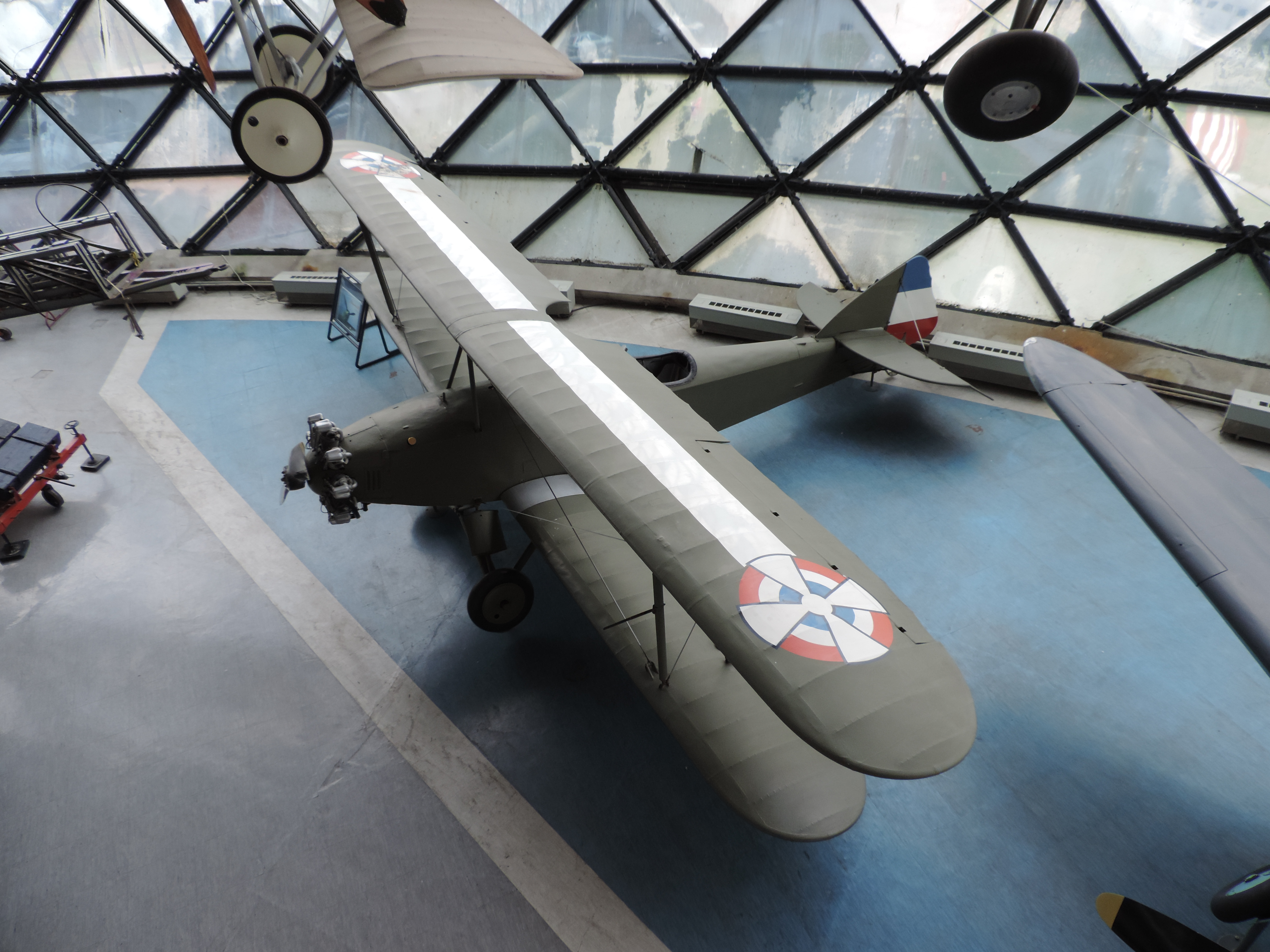
Zmaj Fizir v bělehradském Muzeu letectví

Fizir FN navrhl tým vedený Rudolfem Fizirem. Prototyp byl vyroben v jeho továrně v Petrovaradínu (Novi Sad) v roce 1929, poprvé vzlétl v květnu 1929 na letišti Jugovicevo. Továrna Rudolfa Fizira však neměla kapacitu pro průmyslovou výrobu letadel. Jejím úkolem bylo navrhovat a stavět prototypy. Ačkoli to byla malá továrna, sehrála důležitou roli při budování jugoslávského letectví. Především se jednalo o výchovu leteckých inženýrů, kteří později hráli důležitou roli v jugoslávském leteckém průmyslu. Bylo zde navrženo mnoho úspěšných letadel a postaveny jejich prototypy, které byly později vyráběny v jiných, jugoslávských leteckých továrnách. V čase kdy letadlo bylo již ve výrobě, podstoupilo několik úprav. Letadlo bylo neustále vylepšováno, takže existuje několik podtypů těchto letadel, v závislosti na nainstalovaných motorech. Z těchto důvodů se o vlastní výrobu těchto letounů podělili tři jugoslávští výrobci letadel, společnosti Zmaj (Zemun), Rogožarski (Bělehrad) a Albatros (Sremska Mitrovica). První tři letadla vyrobila letecká továrna Zmaj pro Aero Club. S ohledem na vynikající letové vlastnosti se jugoslávské letectvo rozhodlo využít toto letadlo jako náhradu dříve používaných školních typů. Od začátku roku 1931 společnost Zmaj vyrobila prvních 20 kusů řady Fizir FN s hvězdicovým motorem Walter NZ-120 a 10 s řadovým motorem Mercedes o výkonu 120 HP. Do roku 1939 vyrobila továrna Zmaj 137 letounů, Rogožarski 40 a v roce 1940 továrna Albatros vyrobila dalších 20 letadel tohoto typu. Výroba posledních deseti letadel Fizir FN pro chorvatské letectvo začala v továrně Zmaj v roce 1943, ale ty již nebyly před koncem války Chorvatsku dodány, ale byly dokončeny až po osvobození Titovými partyzánskými vojsky AVNOJ během bělehradské operace v říjnu 1944. Využity byly nově budovaným jugoslávským letectvem.
Před válkou si jugoslávské námořní letectvo objednalo čtyři hydroplány ve verzi Hydro Fizir FN s plováky a výkonnějším motorem Walter Mars o nominálním výkonu 145 k/107 kW. Byly vyrobeny 4 letouny, které byly označovány jako „Malý Fizir“ nebo „Fizir Mars“. Protože Fizir FN byl spolehlivý, snadno létatelný a udržovatelný, zůstal v provozu i několik let po válce. Byl využíván pro výcvik pilotů, vojenských i civilních. Letoun byl mj. vystaven na I. Mezinárodní letecké výstavě v Bělehradě ve vojenském pavilonu (1938).

## Popis letounu
Fizir FN měl výjimečnou stabilitu při nízkých rychlostech, což je jedna ze základních vlastností pro cvičná letadla. Fizir FN byl jednomotorový dvoumístný dvouplošník s otevřenými kokpity v tandemovém uspořádání. Trupu a křídla byla vyrobena z lakovaného dřeva a potažena plátnem.
Křídla, s dvojicí vzpěr na každé straně, byla na koncích zaoblena a vztlakové klapky byly umístěny na dolních a horních křídlech. Podvozek byl upevněn k ose závěsu, vzadu standardní ostruha. Pro tlumení nárazů byly použity buď vinuté pružiny a guma (starý typ) nebo opískovanými prstenci (pozdější typy). Hlavní výrobní série byla osazena motory Walter NZ-120, které byly od roku 1927 licenčně vyráběny v bělehradské továrně (pobočce firmy Walter) Svetozar Vlajkovič i komp.
Hydroplány FN-H byly osazeny silnějším motorem Walter Mars I, což byl nástupce motoru Walter NZ-120. Tyto letouny byly konstrukčně upraveny. Nosná plocha křídel byla zmenšena na 27 m2, vzletová hmotnost se snížila na 1120 kg, maximální rychlost se zvýšila na 152 km/h, rovněž tak cestovní rychlost na 140 km/h. Dostup pro tento typ letounu byl snížen na 3950 m. Do této výše letoun vystoupal za 51 minut.

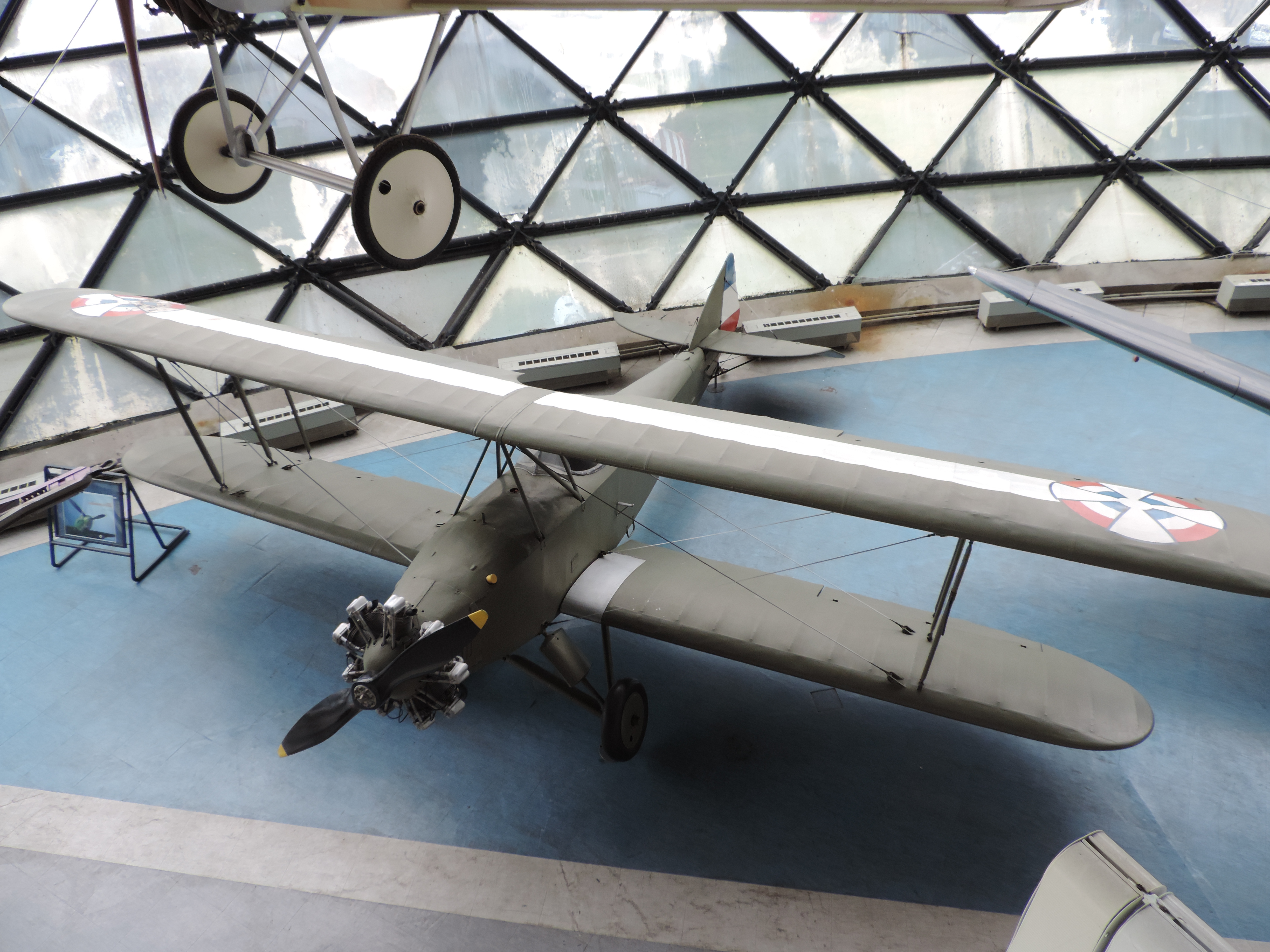
Zmaj Fizir FN v bělehradském muzeu

## Použití
Toto školní letadlo bylo nejvíce využíváno pro základní výcvik vojenských pilotů, ale první tři vyrobené letouny byly používány jugoslávským aeroklubem. Byly zapsány do leteckého rejstříku v červnu 1930 s imatrikulacemi UN-PAL/YU-PAL, UN-PAK/YU-PAK a UN-PAM/YU-PAM. Další letouny získal aeroklub v letech 1935–1938. Celkem v aeroklubu létalo 20 strojů.
V roce 1931 se 2 letouny Fizir a jeden DH.60 Moth zúčastnily I. mezinárodního leteckého mítinku, který se uskutečnil od 1. do 3. května v Plzni. Vlastni program zahajoval hvězdicový slet, v němž byly měřeny rozdíly v časech příletů. Pro tuto soutěž věnoval prezident republiky T.G.Masaryk čestnou cenu, kterou získal předseda jugoslávského královského aeroklubu Ing. Vladislav Sondermayer (DH Moth), zatímco druhé a třetí místo těsně za ním obsadili piloti dr. A. Mitrovič a D. Stanisavljevič (oba na Fizir). Mitrovič získal i čestnou cenu ministerstva zahraničních věcí a Slanisavljevič cenu ministerstva veřejných prací.

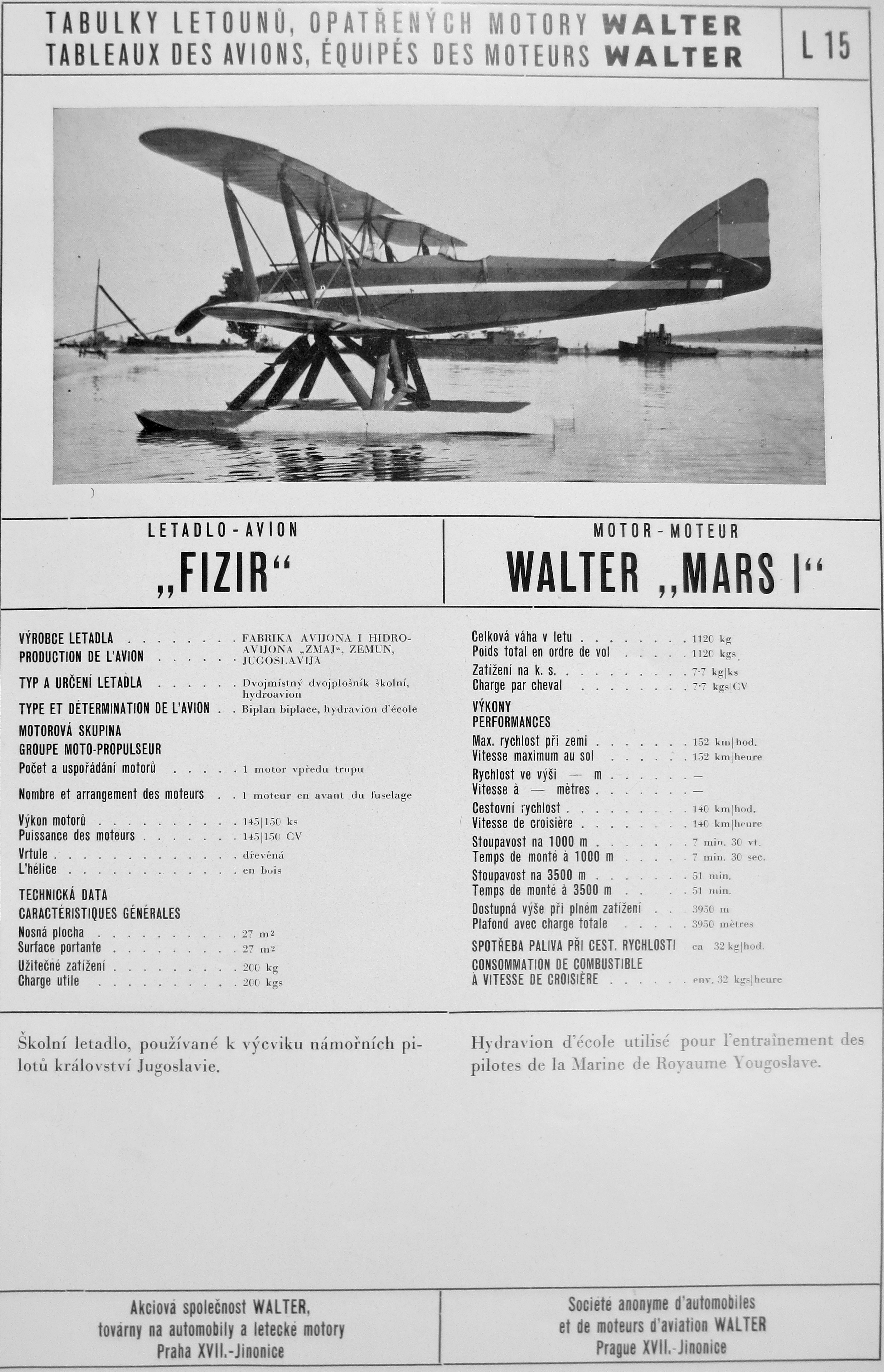
Fizir FN-H a Walter Mars I

Hlavním odběratelem však bylo Jugoslávské královské letectvo (Vazduhoplovstvo Vojske Kraljevine Jugoslavije), které jich postupně získalo do užívání 190. Především je využívala pilotní škola v Pančevu. Dosud nebyly nalezeny žádné údaje o bojovém použití letadla Fizir FN během invaze do Jugoslávie v dubnu 1941. Je jen známo, že téměř všechna letadla přežila dubnovou válku a většina z nich byla předána Itálii. Během války byly využívány i Chorvatskem (Letectvo nezávislého státu Chorvatsko, Zrakoplovstvo Nezavisne Države Hrvatske). V chorvatském letectvu se uvádí používání 20 strojů FN. Italské královské letectvo, Regia Aeronautica tyto letouny využívalo především v albánské válce v boji proti partyzánům.

## Dochované exempláře

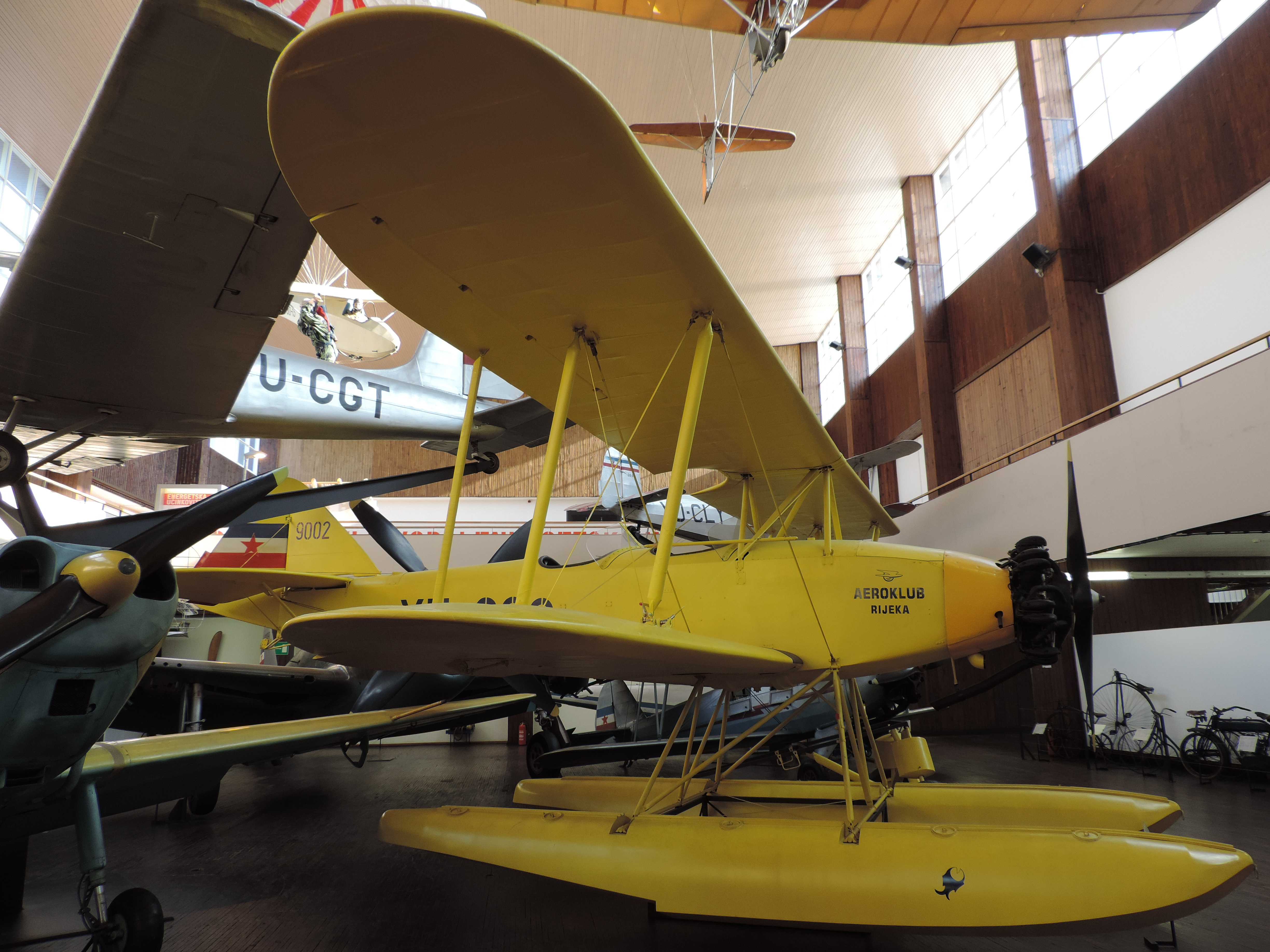
Hydroplán Zmaj Fizir FN-H s motorem Walter Mars v Záhřebu

V bělehradském Muzeu jugoslávského letectví (Muzej Jugoslovenskog Vazduhoplovsta) je vystaven Zmaj Fizir FN (imatrikulace YU-CAY, výr. č. 9009) s motorem Walter NZ-120. Jedná se o letoun z poslední série z roku 1943 vyráběné v továrně Zmaj v Zemunu. V roce 1947 bylo letadlo spolu se zbývajícími letadly tohoto typu převedeno do národního aeroklubu, získalo civilní imatrikulaci YU-CAY. Tento Fizir FN se používal pro výcvik a pro tahání kluzáků až do konce padesátých let. Letadlo 9009/YU-CAY bylo zařazeno do sbírky leteckého muzea v roce 1962 a bylo obnoveno se značkami leteckých sil Jugoslávie.
Hydroplán Zmaj Fizir FN-H je vystaven v Technickém muzeu (Tesla Museum) v Záhřebu. Tento letoun létal s imatrikulací YU-CGO v aeroklubu Rijeka.

## Varianty
Verze a počty letounů dle
- Fizir FN (Mercedes) – s řadovým motorem Mercedes o výkonu 120 k/88 kW, 10 letounů
- Fizir FN (Walter NZ) – s hvězdicovým motorem Walter NZ-120, 196 letounů
- Fizir FN-H (Walter Mars) – plovákový letoun (hydroplán) s hvězdicovým motorem Walter Mars, 4 letouny

## Uživatelé
- Království Srbů, Chorvatů a Slovinců
  - Jugoslávské královské letectvo (206 letadel) a námořní letectvo (čtyři hydroplány)
  - Jugoslávský královský aeroklub
- Chorvatsko
  - Letectvo nezávislého státu Chorvatsko (Zrakoplovstvo Nezavisne Države Hrvatske, 1941–1943): 20 letounů bývalého Jugoslávského královského letectva
- Italské království
  - Regia Aeronautica: několik letadel bývalého Jugoslávského královského letectva bylo použito během války v Albánii
- Jugoslávie
  - Jugoslávská armáda
  - Jugoslávský aeroklub

## Specifikace
Údaje dle

### Technické údaje
- Osádka: 2 (instruktor, žák)
- Rozpětí: 11,20 m
- Délka: 8,80 m
- Výška: 3,10 m
- Nosná plocha: 32,50 m2
- Hmotnost prázdného letadla: 820 kg
- Vzletová hmotnost: 1 426 kg
- Pohonná jednotka:
  - pístový hvězdicový vzduchem chlazený devítiválcový motor Walter NZ-120 o vzletovém výkonu 135 k (99,3 kW) při 1750 ot/min a jmenovitém výkonu 120 k (88,3 kW) při 1400 ot/min
  - pístový hvězdicový vzduchem chlazený devítiválcový motor Walter Mars o vzletovém výkonu 155 k (115,6 kW) při 1800 ot/min a jmenovitém výkonu 145 k (107 kW) při 1750 ot/min
- Vrtule: dvoulistá dřevěná vrtule s pevným nastavením

### Výkony
- Maximální rychlost: 142 km/h
- Cestovní rychlost: 120 km/h
- Praktický dostup: 6 500 m
- Dolet: 540 km